# Burg Ebingen
Die Burg Ebingen, auch Nellenburg genannt, ist eine abgegangene Stadtburg im Bereich von Ebingen, einem Stadtteil von Albstadt im Zollernalbkreis in Baden-Württemberg.
Die nicht mehr genau lokalisierbare Burganlage wird an der südöstlichen Ecke der ehemaligen Stadtbefestigung vermutet. Als Nellenburg wird in einer Stadtrechnung aus dem 17. Jahrhundert ein an der Burgstelle stehendes Gebäude erwähnt. Als Besitzer der Burg werden die Grafen von Hohenberg und die Grafen von Nellenburg vermutet.